# Pratt & Whitney JT3D
Pratt & Whitney JT3D — це ранній турбовентиляторний авіаційний двигун, створений на основі Pratt & Whitney JT3C. Його вперше запустили в 1958 році, а перший політ відбувся в 1959 році на випробувальному літаку B-45 Tornado. З 1959 по 1985 рік було випущено понад 8000 JT3D. Більшість двигунів JT3D, які все ще знаходяться в експлуатації, використовуються на військових літаках, де двигун позначається військовим позначенням США TF33.